# میکائیل گارسیو
میکائیل گارسیو (انگلیسی: Mickaël Garciau؛ زادهٔ ۱۳ سپتامبر ۱۹۷۶) بازیکن فوتبال است.
از باشگاه‌هایی که در آن بازی کرده‌است می‌توان به باشگاه فوتبال نانت اشاره کرد.